# Calvin Verdonk
Calvin Ronald Verdonk (* 26. dubna 1997) je indonéský profesionální fotbalista, který hraje na pozici levého nebo středního obránce za nizozemský klub NEC Nijmegen. Narodil se v Nizozemsku, ale hraje za indonéský národní tým.

## Klubová kariéra

### Feyenoord
Verdonk je mládežnický produkt Feyenoordu. Dne 24. dubna 2014 podepsal svou první profesionální smlouvu s klubem na tři roky. Svůj debut v Eredivisie si odbyl 8. března 2015 proti NAC Breda, kdy nahradil Lucase Woudenberga po 73 minutách při domácím vítězství 3:0. Dne 11. listopadu 2015 prodloužil smlouvu do poloviny roku 2020.

#### Hostování v PEC Zwolle
Dne 24. května 2016 odešel Verdonk na roční hostování do PEC Zwolle.

#### Hostování v NEC Nijmegen
Dne 2. srpna 2017 byl Verdonk zapůjčen NEC Nijmegen do konce sezóny.

#### Hostování v Twente
Dne 16. srpna 2019 odešel Verdonk na hostování do Twente až do konce sezóny 2019/20.

### Famalicão
Dne 11. září 2020 se Verdonk připojil k FC Famalicão v Portugalsku, kde podepsal čtyřletou smlouvu.

### Návrat do NEC Nijmegen
Dne 30. srpna 2021 se Verdonk vrátil do NEC Nijmegen na roční hostování. Dne 6. července 2022 Nijmegen koupil Verdonka natrvalo.

## Reprezentační kariéra
Verdonk byl mládežnickým reprezentantem Nizozemska a poprvé se představil v kategorii do 17 let.
V dubnu 2024 Verdonk potvrdil, že se rozhodl na mezinárodní úrovni reprezentovat Indonésii. Dne 10. června 2024 byl povolán na kvalifikační zápas na Mistrovství světa ve fotbale 2026 proti Filipínám. Dne 11. června 2024 proti tomuto soupeři také debutoval za indonéskou reprezentaci, když Indonésie zvítězila 2:0.

## Osobní život
Verdonk, narozený v Nizozemsku, je indonéského původu.
Dne 4. června 2024 Verdonk oficiálně získal indonéské občanství.

## Statistiky

### Klubové
Platí k zápasu hranému 16. srpna 2025.
| Klub                     | Sezóna            | Liga              | Liga   | Liga | Národní pohár | Národní pohár | Ligový pohár | Ligový pohár | Kontinentální | Kontinentální | Ostatní | Ostatní | Celkově | Celkově |
| Klub                     | Sezóna            | Soutěž            | Zápasy | Góly | Zápasy        | Góly          | Zápasy       | Góly         | Zápasy        | Góly          | Zápasy  | Góly    | Zápasy  | Góly    |
| ------------------------ | ----------------- | ----------------- | ------ | ---- | ------------- | ------------- | ------------ | ------------ | ------------- | ------------- | ------- | ------- | ------- | ------- |
| Feyenoord                | 2014/15           | Eredivisie        | 1      | 0    | 0             | 0             | –            | –            | 0             | 0             | 0       | 0       | 1       | 0       |
| Feyenoord                | 2015/16           | Eredivisie        | 0      | 0    | 0             | 0             | –            | –            | 0             | 0             | 0       | 0       | 0       | 0       |
| Feyenoord                | 2018/19           | Eredivisie        | 12     | 1    | 4             | 0             | –            | –            | 1             | 0             | 1       | 0       | 18      | 1       |
| Feyenoord                | 2019/20           | Eredivisie        | 0      | 0    | 0             | 0             | –            | –            | 0             | 0             | 0       | 0       | 0       | 0       |
| Feyenoord                | Celkově           | Celkově           | 13     | 1    | 4             | 0             | 0            | 0            | 1             | 0             | 1       | 0       | 19      | 1       |
| PEC Zwolle (hostování)   | 2016/17           | Eredivisie        | 17     | 0    | 0             | 0             | –            | –            | –             | –             | 0       | 0       | 17      | 0       |
| NEC Nijmegen (hostování) | 2017/18           | Eerste Divisie    | 37     | 2    | 3             | 0             | –            | –            | 0             | 0             | 1       | 0       | 41      | 2       |
| Twente (hostování)       | 2019/20           | Eredivisie        | 22     | 1    | 2             | 0             | –            | –            | –             | –             | 0       | 0       | 24      | 1       |
| Famalicão                | 2020/21           | Primeira Liga     | 12     | 0    | 0             | 0             | –            | –            | –             | –             | 0       | 0       | 12      | 0       |
| Famalicão                | 2021/22           | Primeira Liga     | 1      | 0    | 2             | 0             | –            | –            | –             | –             | 0       | 0       | 3       | 0       |
| Famalicão                | Celkově           | Celkově           | 13     | 0    | 2             | 0             | 0            | 0            | 0             | 0             | 0       | 0       | 15      | 0       |
| NEC Nijmegen (hostování) | 2021/22           | Eredivisie        | 21     | 1    | 3             | 1             | –            | –            | –             | –             | 0       | 0       | 24      | 2       |
| NEC Nijmegen             | 2022/23           | Eredivisie        | 17     | 0    | 3             | 1             | –            | –            | –             | –             | 0       | 0       | 20      | 1       |
| NEC Nijmegen             | 2023/24           | Eredivisie        | 34     | 2    | 6             | 0             | –            | –            | –             | –             | 0       | 0       | 40      | 2       |
| NEC Nijmegen             | 2024/25           | Eredivisie        | 34     | 1    | 2             | 0             | –            | –            | –             | –             | 0       | 0       | 36      | 1       |
| NEC Nijmegen             | 2025/26           | Eredivisie        | 2      | 0    | 0             | 0             | –            | –            | –             | –             | 0       | 0       | 2       | 0       |
| NEC Nijmegen             | Celkově           | Celkově           | 87     | 3    | 11            | 1             | 0            | 0            | 0             | 0             | 0       | 0       | 98      | 4       |
| Celkově v kariéře        | Celkově v kariéře | Celkově v kariéře | 210    | 8    | 25            | 2             | 0            | 0            | 1             | 0             | 1       | 0       | 237     | 10      |

### Reprezentační
Platí k zápasu hranému 5. června 2025.
| Národní tým | Rok     | Zápasy | Góly |
| ----------- | ------- | ------ | ---- |
| Indonésie   | 2024    | 7      | 0    |
| Indonésie   | 2025    | 3      | 0    |
| Celkově     | Celkově | 10     | 0    |

## Úspěchy

### Klubové
Feyenoord
- KNVB Cup: 2015/16
- Johan Cruyff Shield: 2018

### Reprezentační
Nizozemsko U17
- Poražený finalista Mistrovství Evropy ve fotbale do 17 let: 2014

### Individuální
- Tým turnaje Mistrovství Evropy ve fotbale do 17 let: 2014